# Marian Kosior
Marian Kosior ps. „Mak“ (ur. 1921 w Stalach, zm. 24 marca 2020 w Tarnobrzegu) – polski plastyk i działacz kombatancki, żołnierz AK i WiN.

## Życiorys
Urodził się w Stalach koło Tarnobrzega, w rodzinie Andrzeja, legionisty i kawalera Orderu Virtuti Militari. Przed II wojną światową mieszkał we Lwowie. W 1939 roku brał udział w obronie miasta. Po ataku Niemiec na ZSRR powrócił do Tarnobrzega, gdzie związał się z działalnością konspiracyjną jako żołnierz wywiadu. Po wkroczeniu Armii Czerwonej dołączył do WiN, pełniąc funkcję szefa koła organizacji w Tarnobrzegu. Aresztowany przez UB i skazany na 6 lat więzienia.
W 1951 roku powrócił do Tarnobrzega, gdzie rozpoczął pracę w tamtejszym „Siarkopolu”. Był jednym z założycieli struktur Światowego Związku Żołnierzy Armii Krajowej w województwie tarnobrzeskim. Po 1989 roku zajmował się projektowaniem tablic pamiątkowych i sztandarów poświęconych Armii Krajowej i WiN. 

## Odznaczenia
- Krzyż Kawalerski Orderu Odrodzenia Polski
- Złoty Krzyż Zasługi
- Srebrny Krzyż Zasługi
- Krzyż Armii Krajowej
- Krzyż Partyzancki
- Sigillum Civis Virtuti
- Odznaka „Zasłużony dla województwa tarnobrzeskiego“
- Krzyż Zrzeszenia „Wolność i Niezawisłość”